# Serviço Austríaco da Memória do Holocausto
O Serviço Austríaco da Memória do Holocausto (em alemão: Österreichischer Gedenkdienst) é uma alternativa ao serviço militar austríaco. Os seus participantes ajudam nas mais importantes instituições sobre a memória do holocausto.
Este serviço foi criado pelo cientista político Andreas Maislinger, a partir da ideia alemã do Serviço de Ação pela Reconciliação pela Paz (Aktion Sühnezeichen/Friedensdienste). O próprio Andreas Maislinger trabalhou como voluntário do Serviço de Ação pela Reconciliação pela Paz no museu Auschwitz-Birkenau, onde a ideia do Gedenkdienst foi concebida.
Em 1991 o Governo Federal da Áustria ratificou o Serviço da Memória do Holocausto como alternativa ao serviço militar, nascendo assim uma organização independente, mas na sua maior parte financiada pelo Ministério do Interior: a Associação de Serviços Alternativos no Estrangeiro (Österreichischer Auslandsdienst). Ela é a instituição principal que é autorizada a enviar participantes do Serviço da Memória do Holocausto para organizações parceiras no mundo inteiro. 
A intenção particular do Serviço da Memória do Holocausto é reconhecer a parte da culpa da Áustria ocorrida no holocausto e também mostrar que existe a responsabilidade de cada um de nós para que "nunca mais" este se repita (citação do antigo chanceler austríaco Franz Vranitzki em Jerusalém, em junho de 1993).
O Serviço Austríaco da Memória do Holocausto é uma rede mundial única que provê assistência para locais como arquivos relacionados à memória do holocausto e para museus. Desde 1992 mais de 100 participantes, estes na maioria com 20 anos, trabalharam em lugares relacionados à memória do holocausto regenerando a história do passado, ao invés de fazer o serviço militar no próprio país.
Desde 2006 a Associação de Serviços Alternativos no Estrangeiro homenageia anualmente uma pessoa residente fora da Europa que investe o máximo dos seus esforços para a memória do holocausto com o Austrian Holocaust Memorial Award (AHMA) - Prêmio Austríaco de Memória do Holocausto. No ano 2007 este "prêmio" foi concedido ao jornalista e escritor brasileiro Alberto Dines por seu livro "Morte no paraíso, a tragédia de Stefan Zweig" (1981) e seu projeto de instalar um museu dedicado ao Stefan Zweig (Casa Stefan Zweig). 

## Organizações parceiras
- Alemanha
  - Berlim – Museu Judaico de Berlim (Jüdisches Museum Berlin)
  - Moringen – KZ-Gedenkstätte im Torhaus Moringen
- Austrália
  - Melbourne - Jewish Holocaust Museum & Research Center
  - Melbourne – Jewish Museum of Australia
- Brasil
  - Petrópolis – Casa Stefan Zweig
- Bulgária
  - Sófia – Shalom – Organisation der Juden in Bulgarien
- Canadá
  - Montréal -  Holocaust Memorial Centre
  - Montréal -  Kleinmann Family Foundation
- República Popular da China
  - Xangai – Center for Jewish Studies Shanghai
- Estados Unidos da América
  - Detroit – Holocaust Memorial Center
  - Houston – Holocaust Museum Houston
  - Los Angeles – LA Museum of the Holocaust
  - Los Angeles – Centro Simon Wiesenthal (Simon Wiesenthal Center - Museum of Tolerance)
  - Los Angeles - USC Shoah Foundation Institute
  - Nova Iorque -  Anti-Defamation League
  - Nova Iorque -  Museum of Jewish Heritage
  - Reno -  Center for Holocaust, Genocide & Peace Studies
  - Richmond – Virginia Holocaust Museum
  - São Francisco – Holocaust Center of Northern California
  - São Petersburgo -  The Florida Holocaust Museum
  - Washington, D.C. -  Museu Memorial do Holocausto dos Estados Unidos (United States Holocaust Memorial Museum)
- França
  - Paris – Fondation pour la Mémoire de la Déportation
  - Oradour – Centre de la Mémoire d´Oradour
- Hungria
  - Budapeste -  European Roma Rights Center
- Inglaterra
  - Londres – Institute of Contemporary History and Wiener Library
  - Londres – The National Yad Vashem Charitable Trust
- Israel
  - Jerusalém – Museu Yad Vashem
- Itália
  - Como – Istituto di Storia Contemporanea "Pier Amato Perretta"(ISC)
  - Milão - Centro Di Documentazione Ebraica Contemporanea
  - Prato - Museo della Deportazione
- Países Baixos
  - Amsterdã -  United
- Noruega
  - Oslo -  Jodisk Aldersbolig
- Polônia
  - Cracóvia – Fundacja Judaica - Centrum Kultury Zydowskiej
  - Oświęcim – Centrum Zydowskie w Oswiecimiu
  - Breslávia - Fundacja "Krzyzowa" Dla Porozumienia Europejskiego
- República Checa
  - Praga - Associação das cidades judaicas
- Suécia
  - Uppsala – Universidade de Uppsala (Uppsala Universitet)